# 沈传芷
沈传芷（本名沈葆荪，1906年—1994年5月6日），字仲谋，江苏苏州人，昆曲传字辈演员。1922年，进入昆剧传习所，师承父亲沈月泉。初工小生、艺名为沈传璞，后改习正旦，才改名为沈传芷。1972年退休。1994年在苏州病逝。
沈传芷出生于昆曲世家。祖父沈寿林、父亲沈月泉、伯父沈、叔父沈斌泉和沈润福、弟弟沈传锐都是知名昆曲演员。